# Beaulieu, Haute-Loire
Beaulieu är en kommun i departementet Haute-Loire i regionen Auvergne-Rhône-Alpes i centrala Frankrike. Kommunen ligger i kantonen Vorey som tillhör arrondissementet Le Puy-en-Velay. År 2022 hade Beaulieu 1 071 invånare.

## Befolkningsutveckling
Antalet invånare i kommunen Beaulieu
| Referens: INSEE |